# Agua (vulkán)
Az Agua (spanyol nevének jelentése: „víz”, maja (kakcsikel) nevén Hunahpú, ennek jelentése „virágcsokor”) egy kialudt tűzhányó Guatemala déli részén.

## Leírás
Az örökzöld erdővel borított, magányosan álló, szinte szabályos kúp alakú, 3760 méter magas vulkán Guatemala déli részén, Sacatepéquez és Escuintla megyék határán emelkedik Antigua Guatemala városától 10 km-re délre. Maga a csúcs Sacatepéquezben található, Escuintlába csak a déli lejtők nyúlnak át. A tetején található, kör alakú kráter átmérője 280 méter, pereme északi–északkeleti oldalán lepusztult. Északnyugati lejtőin hat kis mellékkráter található, a déli lejtőkön pedig két kisebb kúp. Viszonylag fiatal, piroxénandezitből álló vulkán, de a holocén korból nincs ismert kitörése. 1541. szeptember 10-ről 11-re virradó éjjel a hegyről hatalmas iszapár indult el, amely elpusztította a tőle északra található akkori fővárost, amelyet ma Ciudad Viejának neveznek, és amely helyett új fővárost építettek: ez lett a mai Antigua Guatemala. A vulkán az iszapárról kapta az Agua nevet is. Az áradást valószínűleg az okozta, hogy a kráterben meggyűlt vizet megtartó természetes gát a közeli Fuego vulkán kitöréséből eredő földrengések következtében összeomlott.

## Képek

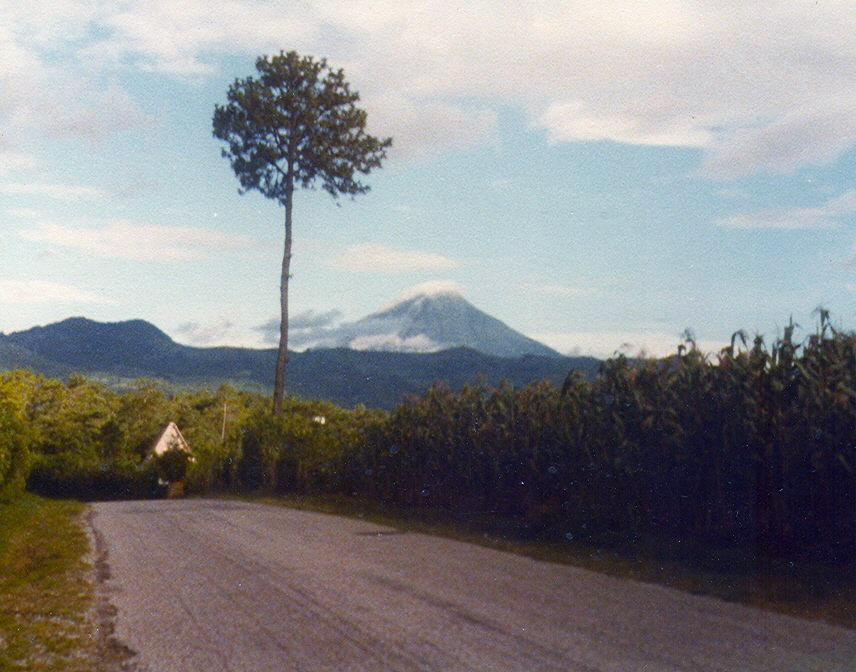
Távolról
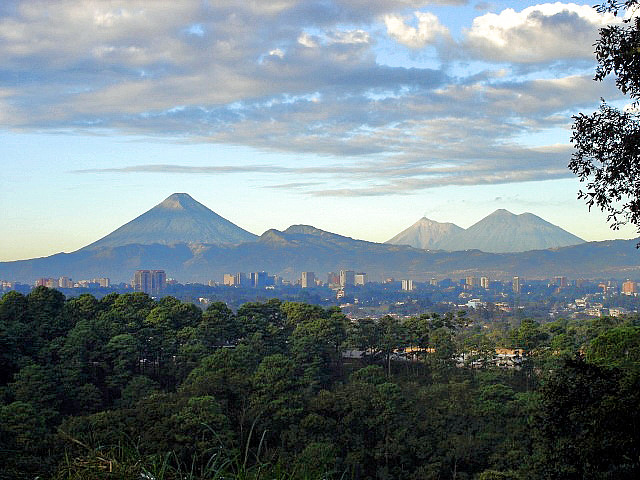
Környezete, előtérben Guatemalavárossal
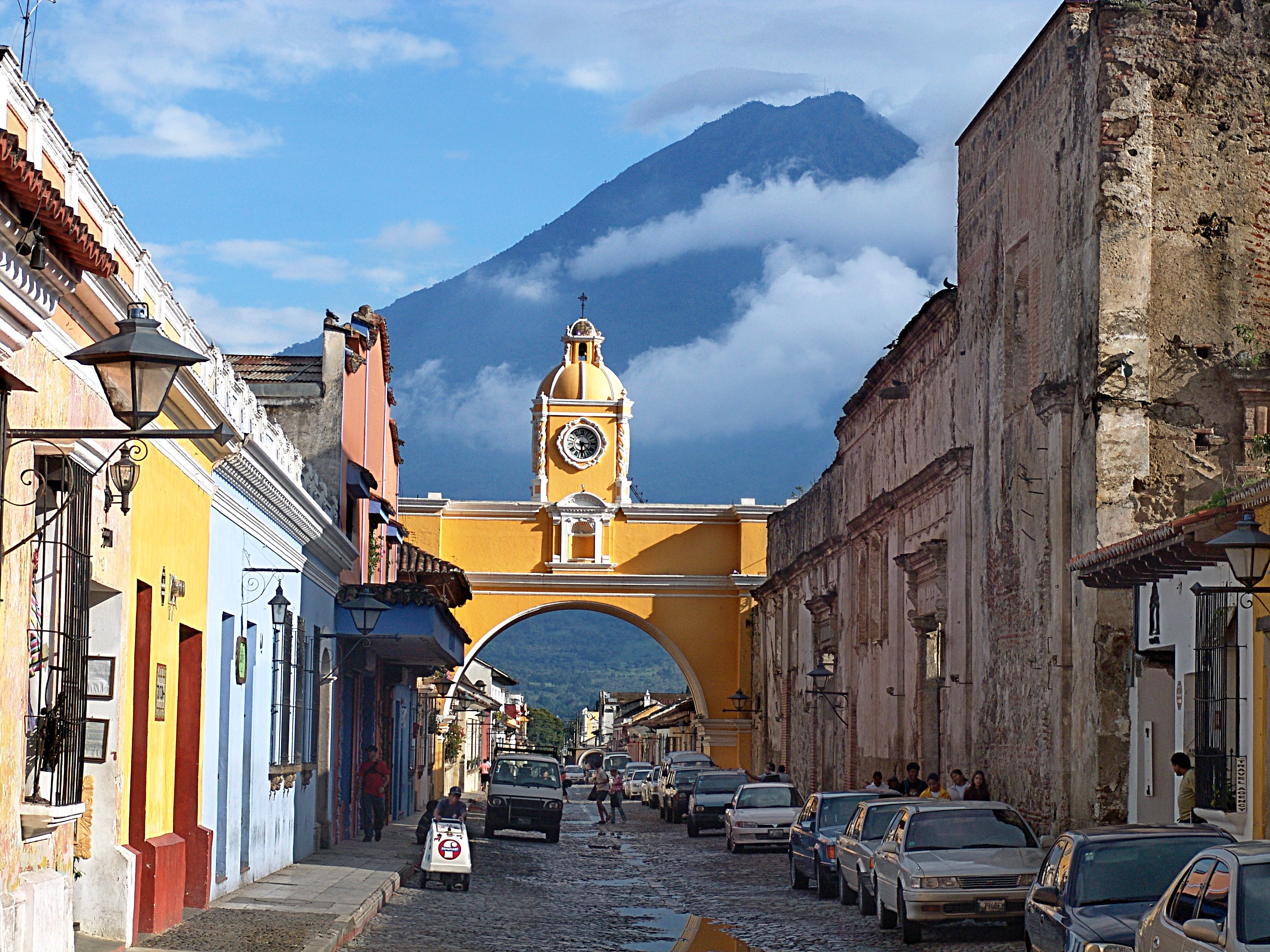
Antigua Guatemala városából nézve, a Szent Katalin-kapuív mögött
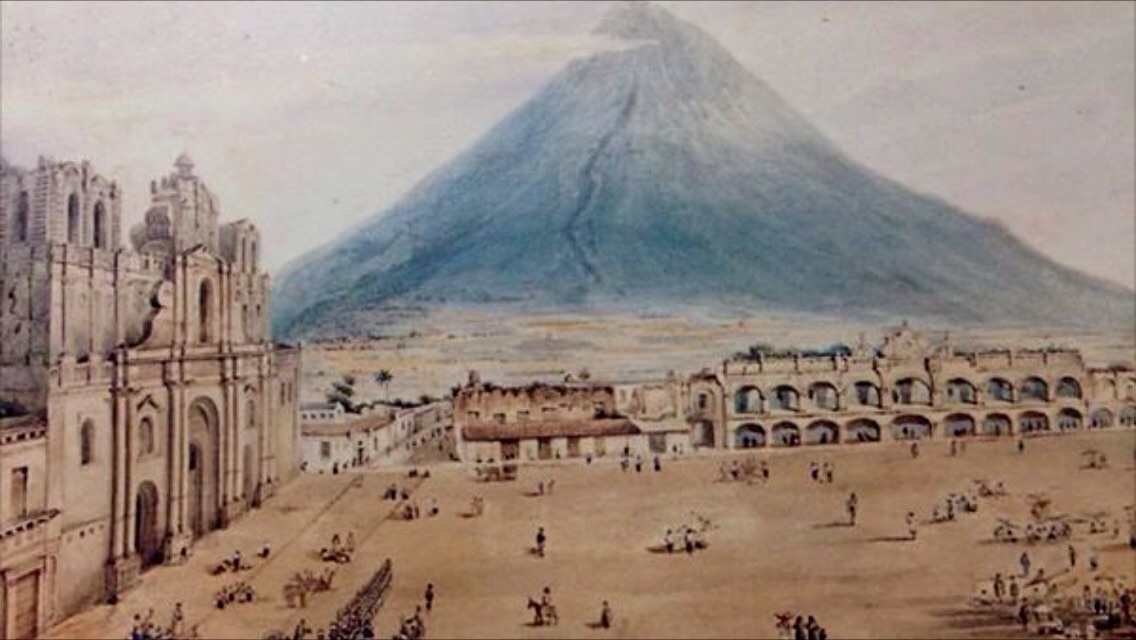
Egy 19. századi festményen